# Israel Andrade
Israel Machado Campelo Andrade, né le 17 janvier 1960, à Salvador, au Brésil, est un ancien joueur brésilien de basket-ball. Il évolue durant sa carrière au poste de pivot.

## Palmarès
- Champion des Amériques, 1984 1988
- 3e du championnat des Amériques 1989, 1992, 1995
- Vainqueur des Jeux panaméricains de 1987
- Finaliste des Jeux panaméricains de 1983